# Ligue Féminine de Basket 2019-2020
Il campionato francese di pallacanestro femminile 2019-2020 (Ligue Féminine de Basket) è stato il ventiduesimo (82º in totale dal 1937).
In seguito alla pandemia di COVID-19 il campionato è stato sospeso il 13 marzo e il 10 aprile 2020 definitivamente interrotto.

## Regolamento
Le squadre classificate dal primo all'ottavo posto al termine della regular season si qualificano ai play-off per l'assegnazione del titolo di campione di Francia.
Le squadre classificate dal nono al dodicesimo posto si qualificano per i play-out, la perdente retrocede in LF2.

## Squadre partecipanti
Il campionato è costituito da 12 squadre. Nella stagione precedente è retrocessa in LF2 l'USO Mondeville. Il suo posto è stato preso dal Charnay, vincitrice dei play-off di LF2.
| Squadra            | Allenatore        | Campo di gioco                                 | Risultato stagione 2018-19 |
| ------------------ | ----------------- | ---------------------------------------------- | -------------------------- |
| Lyon ASVEL         | Valéry Demory     | Salle Mado Bonnet di Lione                     | 1º posto in LBF            |
| C.J.M. Bourges     | Olivier Lafargue  | Palais des sports du Prado di Bourges          | 2º posto in LBF            |
| Lattes Montpellier | Thibaut Petit     | Palais des sports de Lattes di Lattes          | 3º posto in LBF            |
| Flammes Carolo     | Romuald Yernaux   | Caisse d’Epargne Arena di Charleville-Mézières | 4º posto in LBF            |
| Roche Vendée       | Emmanuel Body     | Salle Omnisports di La Roche-sur-Yon           | 5º posto in LBF            |
| Basket Landes      | Julie Barennes    | Espace Mitterrand di Mont-de-Marsan            | 6º posto in LBF            |
| Landerneau         | Stéphane Leite    | La Cimenterie di Landerneau                    | 7º posto in LBF            |
| Tarbes             | François Gomez    | Palais des sports du quai de l'Adour di Tarbes | 8º posto in LBF            |
| Villeneuve-d'Ascq  | Rachid Meziane    | Le Palacium di Villeneuve-d'Ascq               | 9º posto in LBF            |
| Hainaut Basket     | Fabrice Fernandes | Salle Maurice-Hugot di Saint-Amand-les-Eaux    | 10º posto in LBF           |
| Nantes Rezé        | Emmanuel Cœuret   | Complexe Mangin Beaulieu di Nantes             | 11º posto in LBF           |
| Charnay            | Matthieu Chauvet  | Le Cosec di Charnay-lès-Mâcon                  | 1º posto in LF2            |

## Stagione regolare

### Classifica
|  | Pos. | Squadra                    | Pt. | G  | V  | P  | PtF  | PtS  | Dif. |
|  | ---- | -------------------------- | --- | -- | -- | -- | ---- | ---- | ---- |
|  | 1.   | Lyon ASVEL féminin         | 30  | 16 | 14 | 2  | 1254 | 1073 | +181 |
|  | 2.   | Tango Bourges              | 29  | 16 | 13 | 3  | 1245 | 1050 | +195 |
|  | 3.   | Lattes Montpellier BLMA    | 27  | 16 | 11 | 5  | 1237 | 1107 | +130 |
|  | 4.   | FCB Ardennes               | 27  | 17 | 10 | 7  | 1309 | 1214 | +95  |
|  | 5.   | Landerneau Bretagne        | 26  | 17 | 9  | 8  | 1212 | 1183 | +29  |
|  | 6.   | Basket Landes              | 25  | 16 | 9  | 7  | 1128 | 1070 | +58  |
|  | 7.   | Roche Vendée               | 25  | 17 | 8  | 9  | 1249 | 1308 | -59  |
|  | 8.   | ESB Villeneuve-d’Ascq LM   | 23  | 16 | 7  | 9  | 1113 | 1202 | -89  |
|  | 9.   | Saint-Amand Hainaut Basket | 21  | 16 | 5  | 11 | 1086 | 1140 | -54  |
|  | 10.  | Charnay Bourgogne Sud      | 21  | 17 | 4  | 13 | 1159 | 1289 | -130 |
|  | 11.  | Nantes-Rezé Basket 44      | 20  | 16 | 4  | 12 | 1080 | 1251 | -171 |
|  | 12.  | Tarbes Gespe Bigorre       | 20  | 16 | 4  | 12 | 1016 | 1201 | -185 |

Legenda:
  Vincitrice della Coppa di Francia 2020: finale annullata
  Vincitrice della Supercoppa (Match des champions) 2019
Note:
Due punti a vittoria, uno a sconfitta.

### Risultati
|                    | BOU   | CLM   | FCB   | LBB   | LAN   | LMO   | LYO   | NAN    | RVE    | SAN   | TAR   | VAS   |
| ------------------ | ----- | ----- | ----- | ----- | ----- | ----- | ----- | ------ | ------ | ----- | ----- | ----- |
| Bourges            |       | 83-57 | -     | 73-55 | 85-67 | -     | 82-65 | 86-72  | 69-77  | -     | -     | 85-71 |
| Charnay-lès-Mâcon  | 70-77 |       | 81-73 | -     | 69-74 | 62-95 | -     | -      | 82-65  | 62-67 | -     | 58-67 |
| FCB Ardennes       | 73-70 | 80-64 |       | -     | 76-58 | 84-79 | -     | 103-70 | 89-63  | 59-64 | 95-76 | 78-69 |
| Landerneau         | -     | 70-60 | 90-77 |       | 77-80 | 77-72 | 53-79 | 66-56  | 82-86  | 74-65 | 76-64 | -     |
| Landes             | 65-80 | 96-58 | 71-58 | 53-65 |       | -     | 61-74 | -      | 82-61  | -     | 89-45 | 72-61 |
| Lattes Montpellier | 63-80 | 67-59 | -     | -     | 81-58 |       | 72-58 | 86-54  | 66-61  | 85-74 | -     | -     |
| Lyon ASVEL         | 68-64 | 78-54 | 89-79 | 75-71 | -     | 94-73 |       | -      | 82-71  | 79-66 | 90-51 | 75-56 |
| Nantes Rezé        | -     | 69-80 | 83-73 | 70-64 | 58-79 | 64-98 | 72-78 |        | 83-75  | 68-84 | 63-52 | -     |
| Roche Vendée       | 62-85 | 83-80 | -     | 73-90 | 62-56 | 81-74 | -     | -      |        | -     | 74-73 | 81-90 |
| Saint Amand        | 66-73 | 65-91 | 76-79 | 47-58 | 60-67 | 59-62 | -     | 82-73  | 65-74  |       | 77-65 | -     |
| Tarbes             | 58-81 | 80-72 | 45-74 | 67-60 | -     | 75-83 | 65-71 | 74-62  | -      | -     |       | 68-62 |
| Villeneuve d'Ascq  | 61-72 | -     | 66-59 | 86-84 | -     | 67-81 | 83-99 | 71-63  | 60-100 | 71-69 | 72-58 |       |

## Verdetti
- Campione di Francia:  non assegnato
- Retrocessa in LF2: -
- Vincitrice Coppa di Francia:  nessuna
- Vincitrice Supercoppa:  ASVEL Lyon.